# Sualtam

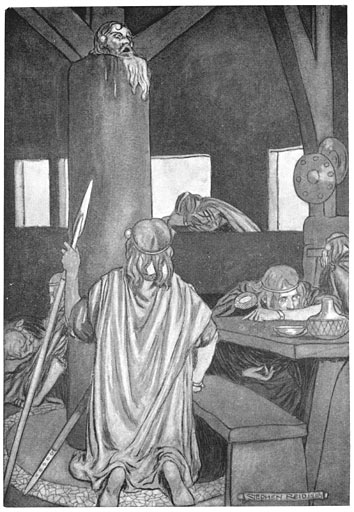
"La tête de Súaltam continue à crier un avertissement". Illustration de Stephen Reid, Mythes et légendes de la race celtique, de T. W. Rolleston, 1911.

Sualtam ou Sualtach, dans la mythologie celtique irlandaise, est l’un des pères terrestres (mais non biologique) de Cúchulainn, qu'il a eu avec son épouse Deichtire. Le sens de son nom est « nourricier ».

## Mythologie
Dans l’épopée mythique de la « Rafle des vaches de Cooley » (Táin Bó Cúailnge du Cycle d'Ulster), il se rend près de son fils qui agonise, après avoir livré de nombreux combats contre les guerriers d’Irlande. Cúchulainn lui demande d’aller chercher de l’aide chez les Ulates (habitants du royaume d’Ulster). Arrivé à Emain Macha, il harangue Conchobar Mac Nessa, mais par là même, il enfreint une geis qui interdit aux Ulates de parler avant leur roi et au roi de parler avant ses druides. Cathbad, usant de sa magie, le fait mourir sous les coups de son propre bouclier.

## Sources
- La Razzia des vaches de Cooley, récit celtique irlandais traduit de l'irlandais, présenté et annoté par Christian-J. Guyonvarc'h, Gallimard, « coll. L'Aube des Peuples », Paris, 1994,  (ISBN 2-07-073898-1)
- La Rafle des vaches de Cooley, récit celtique irlandais traduit de l'irlandais, présenté et annoté par Alain Deniel, L’Harmattan, Paris, 1997,  (ISBN 2-7384-5250-7)